# Molophilus perdebilis
Molophilus perdebilis är en tvåvingeart som beskrevs av Alexander 1943. Molophilus perdebilis ingår i släktet Molophilus och familjen småharkrankar.
Artens utbredningsområde är Peru. Inga underarter finns listade i Catalogue of Life.